# 파인드컴퍼니
파인드컴퍼니는 대한민국의 비즈부스터에서 개발한 일반 및 비즈니스용 기업정보 포털로 기업의 사업자등록번호/업종코드/주요생산품 등의 기업정보를 제공하고 있다.

## 개요
파인드컴퍼니는 회사 임직원 및 취업준비생 등 기업 정보가 필요한 이용자에게 제공하는 대한민국 서비스이다. 이용자 관점에서 별도의 회원가입 절차나 비용없이 이용이 가능하다는 것이 특징이다. 
나이스와 한국기업데이터 등 신용평가회사에서도 기업정보를 제공하고 있느나 회원가입절차와 별도의 비용이 발생하여 이용자의 활용도가 떨어졌다. 파인드컴퍼니는 회원가입절차 없이 무료로 서비스하여 이용자가 비용부담없이 활용할 수 있도록 하고 있다. 
현재는 기업검색과 휴폐업조회서비스만 이용이 가능하며, 기업발굴 및 조건검색 서비스는 이용할 수 없다.